# Shezë
Shezë là một xã trong quận Peqin thuộc hạt Elbasan, Albania. Dân số năm 2005 là 4385 người.